# Сосунов, Владимир Аристархович
Влади́мир Ариста́рхович Сосуно́в (24 сентября 1925, Баку — 17 июня 2004, Москва) — советский и российский учёный в области газовой динамики и двигателестроения.

## Биография
Окончил Московский авиационный институт, остался в этом институте на преподавательской работе.
Вёл исследования по ряду направлений в ЦИАМ, работал заместителем директора по науке. Доктор технических наук, профессор МАИ.
Академик Российской академии космонавтики, почётный член Американского института аэронавтики и астронавтики (AIAA). 

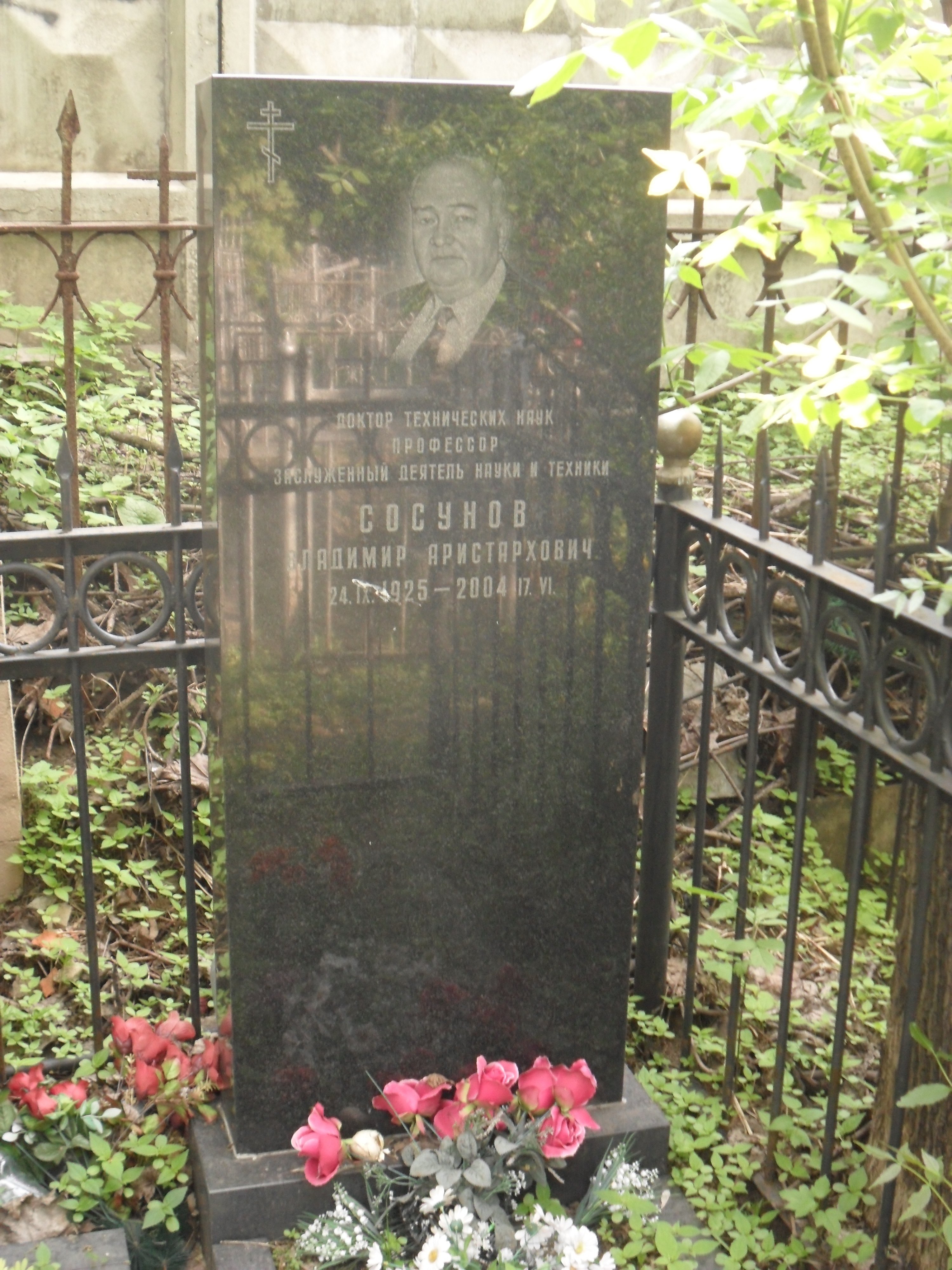
Могила Сосунова на Ваганьковском кладбище

Владимир Аристархович умер в 2004 году в Москве, он похоронен на Ваганьковском кладбище.

## Награды и звания
- Орден Ленина
- Заслуженный деятель науки и техники РСФСР
- Лауреат двух премий имени Н. Е. Жуковского (1969, 1979), одна из которых с золотой медалью Н. Е. Жуковского